# Distrito de Mosoc Llacta
El distrito de Mosoc Llacta (en quechua: musuq llaqta, 'pueblo nuevo') es uno de los siete distritos de la provincia de Acomayo, ubicada en el departamento del Cuzco, bajo la administración el Gobierno regional del Cuzco, en el Perú.
La provincia de Acomayo desde el punto de vista de la jerarquía eclesiástica está comprendida en la Arquidiócesis del Cusco.

## Historia
En el año 1941 Mosoc Llacta aparece registrado en el distrito de Pomacanchi, y el 11 de noviembre de 1944 la comunidad de Acopia sube de categoría a ser distrito y Mosoc Llacta pasa a pertenecer a dicho distrito, y el 11 de noviembre de 1964 Mosoc Llacta por fin pudo ser distrito bajo la gestión de sus pobladodores encabezado por el señor Leoncio Ayala Soto y se creó el distrito con ley N°15206 siendo presidente de la república el señor Fernando Belaúnde Terry y el suprefecto de la provincia de Acomayo Heroclite Mujica.

## Geografía
La capital es el poblado de Mosoc Llacta, situado a 3 810 m s. n. m. Limita por el norte con el distrito de acopia, por el sur con los distritos Tungasuca y Pampamarca (Canas), por el este con el distrito de Combapata (Canchis) y por el oeste con las comunidades de Rosasani y Pampahuasi (Tupac amaru canas). Sus habitantes se dedican a la agricultura y a la pesca, pues hay dos lagunas cercanas: una salada y otra dulce.

## Autoridades

### Municipales
- 2023-2026[2]
  - Alcalde: Modesto Cueto Quispe, del del Partido Político Somos Peru(SP).
  - Regidores: Reynaldo Soto Quispe(SP), Mauricia Anarpuma Soncco(SP), Mauro Rolando Condori Quispe(SP), Yoel Florez Choque(SP), Elena Quispe Sahuinco(IP).
- 2019-2022
  - Alcalde: Isaac Espinoza Anarpuma .

### Religiosas
- Párroco de San Juan Bautista: In Solidum.

### Policiales
- Comisario:

## Festividades
- Carnavales.
- San Jua Bautista.
- Virgen del Carmen.
- Señor de Añaypampa.